# Adriana Nica
Adriana Elena Nica (n. 19 noiembrie 1977, Brașov, România) este un medic român, specializat în anestezie și terapie intensivă, care a ocupat postul de manager al Spitalul Universitar de Urgență București între anii 2017 și 2020.

## Biografie
Nica provine dintr-o familie de profesori și a declarat că din copilărie și-a dorit să devină medic. A absolvit Colegiul Național „Ion Luca Caragiale” din Ploiești în anul 1996. A studiat medicina generală în cadrul Universității de Medicină și Farmacie „Carol Davila” din București între anii 1998 și 2004, după care a făcut rezidențiatul în domeniul anestezie și terapie intensivă (ATI) la Spitalul Universitar de Urgență București (SUUB). În 2015 a devenit doctor în științe medicale cu teza Managementul perioperator al splenectomiilor în bolile hematologice oncologice și non-oncologice.
Pe 1 februarie 2017, Nica a devenit managerul interimar al SUUB. Alegerea ei pentru acest post a fost criticată de presă și de alți medici ai SUUB, fiind pusă pe seama relației sale cu Sorin Oprescu, fost director al SUUB și primar al Bucureștiului în acea perioadă. Desemnarea a fost făcută, fără concurs prealabil, de ministrul sănătății Florian Bodog; acesta a justificat că numirea ei a avut loc „până la organizarea concursului [pentru post], pentru că spitalul era condus de directorul medical [Dragoș Davițoiu].” În iulie 2017, Nica a devenit manager titular în urma promovării concursului pentru post.
În timpul ocupării funcției de manager, SUUB a fost criticat pentru condițiile oferite angajaților și pacienților. În timpul unor proteste ale angajaților din 2018, aceștia au menționat ca probleme lipsa personalului și a materialelor, cumpărarea obiectelor necesare spitalului de către salariați, din propriii bani, și riscurile la care sunt expuși pacienții internați; Nica a negat lipsa oricărui material strict necesar. În ianuarie 2020, deputatul Emanuel Ungureanu a publicat fotografii din sălile SUUB conținând sânge contaminat, evacuat în sistemul de canalizare prin cadrul chiuvetelor și a toaletelor, fără vreo procedură de decontaminare anterioară. Ca răspuns, Nica și juriștii spitalului au redactat o plângere penală îndreptată celor care denigrează SUUB, afirmând că personalul medical urmează procedurile corecte și că Ungureanu „nu cunoaște diferența dintre decontaminare și stație de epurare”.
În martie 2020, Ministerul Sănătății a suspendat-o pe Nica din postul de manager al SUUB ca urmare a nerespectării măsurilor necesare pentru prevenirea infectării din timpul pandemiei de coronaviroză. Pe 28 aprilie 2020, aceasta a fost demisă oficial din funcție și înlocuită de Cătălin Cîrstoiu.